# Judeasaurus tchernovi
Il giudeasauro (Judeasaurus tchernovi) è un rettile estinto appartenente agli squamati. Visse all'inizio del Cretaceo superiore (Cenomaniano, circa 90 milioni di anni fa) e i suoi resti sono stati ritrovati in Israele, probabilmente vicino a Gerusalemme.

## Fossili
Questo rettile è conosciuto solo per un cranio parziale, rinvenuto nei pressi di Gerusalemme. Il cranio è tipico di una lucertola varanoide, ma possedeva numerose caratteristiche uniche che sembrano porre questo animale in una posizione intermedia fra le lucertole terrestri e i varanoidi acquatici, che proprio nel Cenomaniano si diffusero notevolmente nelle acque di gran parte del mondo. In particolare, l'osso sopratemporale possiede una forma unica, che lo distingue da tutti gli altri rettili coevi.

## Parentele
Grazie alle caratteristiche craniche è possibile ipotizzare le parentele del giudeasauro: sembra che i più stretti parenti di questo animale fossero i varanoidi marini Aphanizocnemus e Dolichosaurus, simili a lucertole dotate di corpo e coda allungati e arti eccezionalmente corti. Questi animali sono considerati i possibili antenati degli attuali serpenti.